# دارين بول
دارين بول هو لاعب كرة قدم كندي في مركز الهجوم، ولد في 27 أكتوبر 1962 في إدمونتون في كندا. لعب مع إدمونتون دريلرز ‏.

## وصلات خارجية
- دارين بول على موقع ناشيونال فوتبول تيمز (الإنجليزية)